# Oberneukirchen, Urfahr-Umgebung
Oberneukirchen là một đô thị thuộc huyện Urfahr-Umgebung thuộc bang Oberösterreich, Áo. Đô thị Oberneukirchen, Urfahr-Umgebung có diện tích 35 km², dân số thời điểm năm 2006 là 3103 người.